# 비밀첩보원 (1936년 영화)
비밀첩보원(Secret Agent)은 영국에서 제작된 알프레드 히치콕 감독의 1936년 영화이다. 매들린 캐롤 등이 주연으로 출연하였고 마이클 발콘 등이 제작에 참여하였다.

## 출연

### 주연
- 매들린 캐롤
- 피터 로어
- 존 길구드
- 로버트 영

### 조연
- 찰스 카슨
- 릴리 팔머
- 톰 헬모어
- 안드레아스 말란드리노스
- 마이클 레드그레이브

## 제작진
- 원작자: W. 서머셋 모옴